# Paludinella
Paludinella is een geslacht van weekdieren uit de klasse van de Gastropoda (slakken).

## Soorten
- Paludinella globularis (Hanley in Thorpe, 1844)
- Paludinella sicana (Brugnone, 1876)
- Paludinella solomonensis Dell, 1955